# Smekkleysa
Smekkleysa, eller även känt som Bad Taste är ett isländskt skivbolag. Skivbolaget har sitt säte i Reykjavik och är ett av Islands viktigaste skivbolag.
Skivbolaget är mest känt för att ha släppt material från The Sugarcubes, men är även Sigur Rós isländska skivbolag.